# Peter Hagendorf

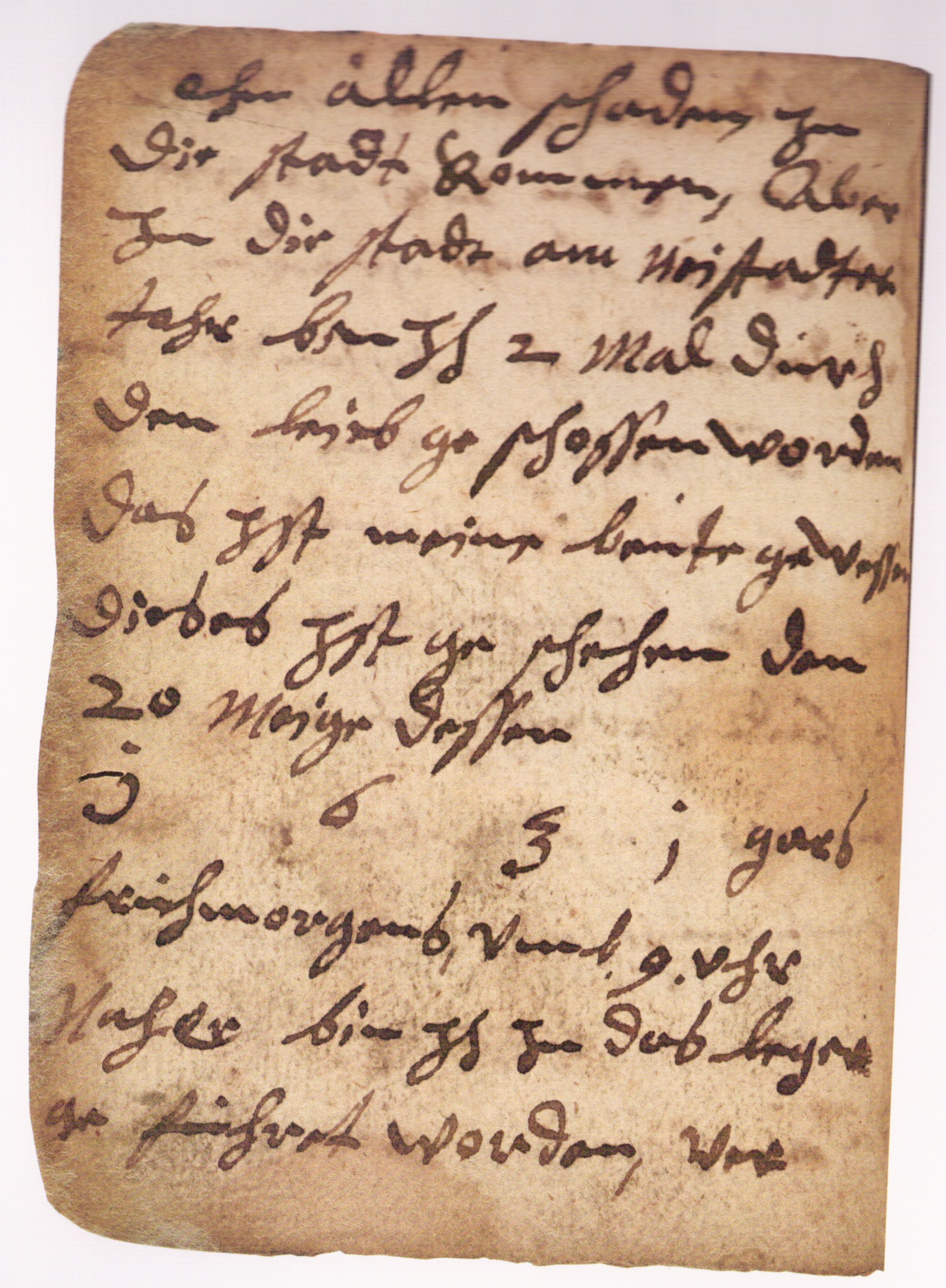
Une page du journal Peter Hagendorf

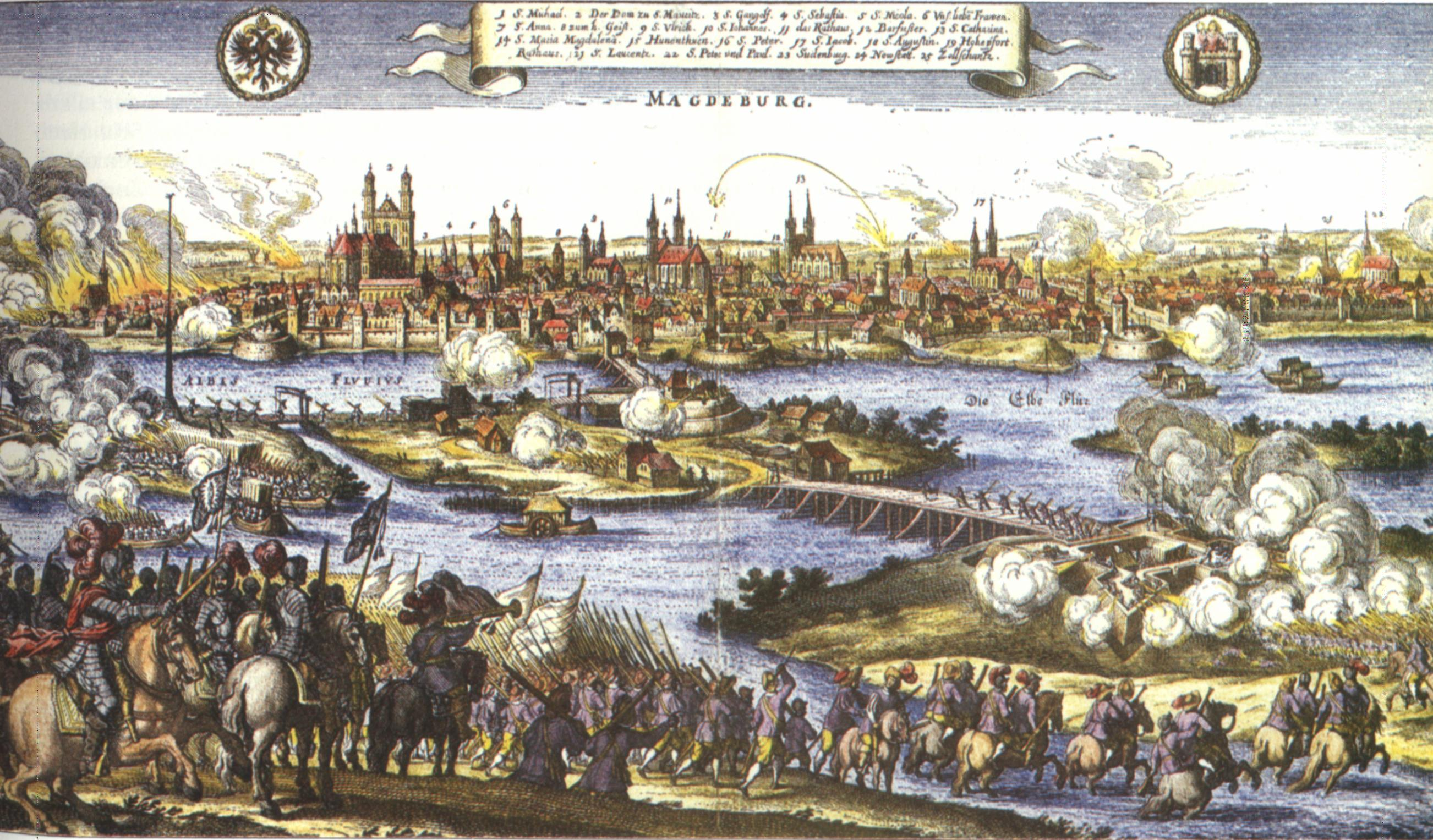
Le sac de Magdebourg en 1631, (peinture de 1646)

Peter Hagendorf est un mercenaire allemand ayant combattu durant la Guerre de Trente Ans. Il est l'auteur d'un journal personnel, unique récit historique de la vie militaire de l'époque, du point de vue d'un simple Lansquenet.
La recherche actuelle attribue ce journal à Peter Hagendorf, premier chef connu de la ville de Görzke qui mourut le 4 février 1679, à l'âge de 77 ans. Il était probablement né en 1601 ou 1602 dans la Principauté d'Anhalt-Zerbst , près de Nedlitz.

## Histoire
Ce texte a été retrouvé par hasard en 1993 dans la réserve des manuscrits de la bibliothèque d'État de Berlin. La partie retrouvée couvre une période de 25 ans entre 1625 et 1649. Le livre a été obtenu à partir de 12 feuilles de papier pliées qu'il a achetées à la fin de la guerre en 1648 pour rédiger une copie de ses notes. Les 192 pages racontent un périple de 22 500 km à travers l’Europe, riche en batailles en Italie, dans les États allemands, aux Pays-Bas espagnols et en France. Il a pris part au sac de Magdebourg (dévastation si grande que le mot "magdeburgization" est devenu un terme souvent utilisé pour signifier destruction totale, viol et pillage pendant des décennies) et à la bataille de Nördlingen (1634). Il raconte une vie où la mort est présente en permanence, en particulier celle de sa première femme et de sept de ses enfants.
Le journal était anonyme. Cependant l'auteur avait précisé les dates et lieux de naissance de ses filles et l'endroit d'où sa femme était originaire. Ainsi, le journal indique que sa fille Magreta est né le 3 novembre 1645 à Pappenheim, ce qui par chance est confirmé par registre de l'église de cette ville qui a survécu à la guerre. On y trouve un passage au sujet d'une Anna Marget ce jour-là, dont la mère se nomme Anna Maria (l'équivalent du nom de sa femme) et qui indique Peter Hagendorf comme père de l'enfant. D'autres sources viennent appuyer l'origine du journal, comme par exemple le premier registre de l'église (1629-1635) d'Engelrod (Lauter) a la suite de l'inscription d'un baptême: "Eichelhain, Anno 1629, August 17., Elisabeth, Pierre Hagendorffs, eines Soldaten von Zerbst Döchterlein ...“  Or, près de la région Zerbst existe même une localité nommée Hagendorf.
A partir du texte d'Hagendorf, nous savons maintenant qu'un grand nombre de femmes et d'enfants suivait l'armée dans le train de bagages. La répartition des responsabilités entre hommes et femmes dans le camp y est décrite, dont les soins à donner aux blessés, dont les sièges sont annoncés et comment le sac (pillage) de la ville se passe. Hagendorf combattit, la plupart du temps, dans le régiment de Pappenheim. On ne sut rien de lui jusqu'à la découverte du document par Jan Peters, professeur en Allemagne de l'Est à l'époque, en 1988.
Peter Hagendorf exprime des sentiments mitigés sur la Paix de Westphalie en 1648. Il avait perdu son travail, ce qui l'obligeait à travailler en tant que veilleur de nuit, et à prendre d'autres emplois non qualifiés. Sans donner de raison, il récupère son fils, et part avec sa famille vers le nord-est. Le dernier lieu indiqué est Günzburg lorsque le journal s'arrête - les trois dernières pages sont manquantes.

### Après 1649
Le professeur Jan Peters (historien) (de), qui avait publié une transcription du livre en 1993, avait déjà indiqué que la langue utilisée montrait des origines communes avec l’allemand de Rhénanie (aujourd'hui dans l'ouest de l'Allemagne). Cette affirmation pourrait être contredite par la mention de Zerbst (Est de l'Allemagne) dans le registre de baptême. Cependant, d'autres recherches ont révélé que le Flaeming a été dominé par des colons venant des régions du Rhin à l'époque. La région du Flaeming se trouve dans le nord-est de la Principauté historique d'Anhalt-Zerbst  - région qui a par la suite fusionné avec la Prusse pour prendre la langue du territoire Potsdam-Berlin.

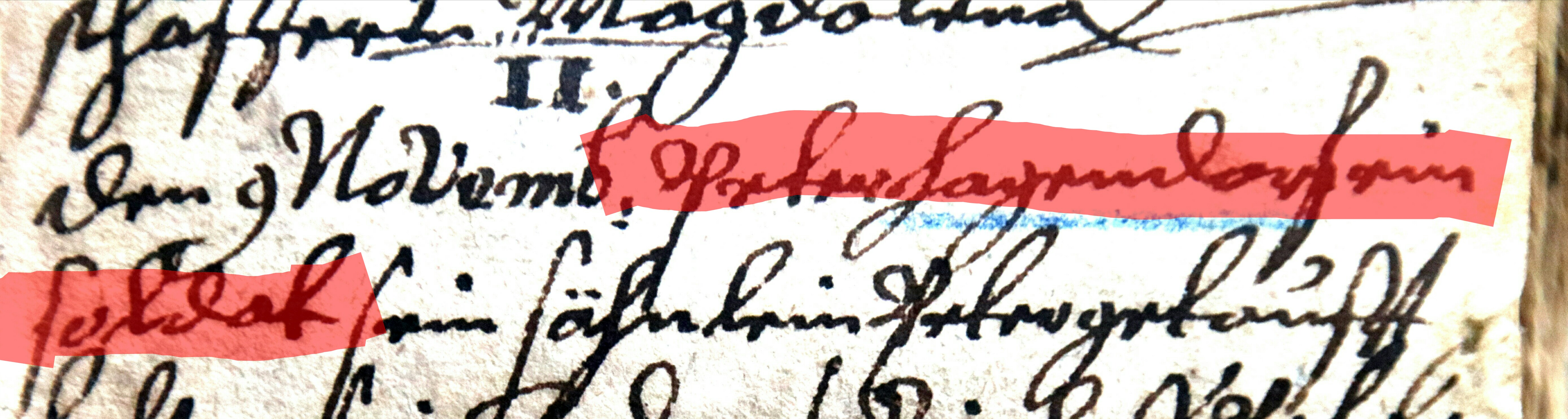
Registre paroissial de Görzke; récit du baptême de Peter, un fils de "Peter Hagendorf, ein Soldat (un soldat)" surligné en rouge

Les recherches ultérieures ont porté sur la question de savoir où l'auteur du journal  avait pu acquérir des connaissances en écriture ainsi qu'en latin. En dehors du Francisceum Zerbst (collège calviniste de la ville de Zerbst), la région avait des écoles, à Bad Belzig et Wiesenburg. Plusieurs écoles religieuses pour clercs nous sont connus à Grubo et Görzke dont les pasteurs sont  enregistrés en tant que directeurs d'école. Lors de la vérification du registre de l'église, une déclaration de décès pour Peter Hagendorf a été découverte. Une interprétation possible propose que le mercenaire revenait dans son ancienne patrie après la guerre - selon les registres de Görzke, il a baptisé son fils Pierre, le 9 novembre 1649 avec sa famille. Plusieurs indications dans les registres de l'état de Görzke sont au nom de son épouse "Anna Maria Hagendorf" ce qui est cohérent avec le nom de sa deuxième femme dans le journal du mercenaire.
De plus, les registres de l'état civil a montré que ses enfants ont survécu, et quatre autres fils étaient nés dont deux ont atteint l'âge adulte. Tous se sont mariés, de sorte qu'il est possible d'envisager l'existence de descendants à l'époque moderne. Les registres dénombrent plusieurs personnes dans la région avec le nom de famille Hagendorf, mais le village de Hagendorf n'avait plus de déclaration à ce nom après le XVIe siècle. Cela peut être le résultat d'une épidémie de peste, entre 1400 et 1610, durant laquelle la plupart des habitants se sont déplacés à Grubo. Grubo est désertée à son tour autour de 1640 par les villageois qui se déplaçant vers Görzke. L'histoire semble se poursuivre avec la marraine et le parrain d'une Anna et son père Martin Hagendorf. Une théorie postule que Peter avait de la famille à Görzke à son retour. Cela peut aussi expliquer également comment il est devenu maire en 1650, et qu'il ait occupé d'autres mandats locaux jusqu'à sa mort, des décennies plus tard.
Alors que Nedlitz fait partie de la Principauté d'Anhalt, Görzke fait partie de l'électorat de Brandebourg-Prusse. Les deux villages sont à environ 20 km de distance, Görzke étant au nord-est. Le précepteur et amateur de livres Gottlieb Ernst Schmid (1727-1814) avait réuni une grande bibliothèque tout au long de sa vie. Il en fait don à la bibliothèque d'État de Prusse à Berlin en 1803, avec le journal d'Hagendorf qui y est inclus. En 1988, Jan Peters l'étudie et permet d'en reconnaître l'importance historique. En 1993, le document va connaître une première célébrité avec la diffusion d'une édition commentée du journal d'Haggendorf en 1993. 
Le journal de Peter Hagendorf est l'une des sources principales du documentaire de 2011 Der Dreißigjährige Kriege (Teil 1) – Von Feldherren, Söldnern und Karrieristen, diffusé en 2011 sur la BR Fernsehen, chaîne de télévision régionale allemande. Il a aussi été cité et illustré de manière abondante dans le docufiction en six parties Un âge de fer - La guerre de Trente Ans de Philippe Bérenger et Henrike Sandner, diffusé sur Arte en 2018, faisant ainsi connaître du grand public ce document historique.

## La littérature
- Peter Burschel: Himmelreich und Hölle. Ein Söldner, sein Tagebuch und die Ordnungen des Krieges. In: Benigna von Krusenstjern, Hans Medick (Hrsg.): Zwischen Alltag und Katastrophe. Der Dreißigjährige Krieg aus der Nähe. 2. Auflage, (Veröffentlichungen des Max-Planck-Instituts für Geschichte, Band 148), Vandenhoeck & Ruprecht, Göttingen 2001, S. 181–194,  (ISBN 3-525-35463-0).
- Tryntje Helfferich: The Thirty Years’ War: A Documentary History. Hackett Publisgn bvh 2hth 2g 2009, pp. 274–302.
- Hans-Christian Huf: Mit Gottes Segen dans die Hölle – Der Dreißigjährige Krieg.  Ullstein-Verlag, Berlin, 2001.
- Jan Peters (Hrsg.): Ein Söldnerleben im Dreißigjährigen Krieg. Eine Quelle zur Sozialgeschichte.  (Selbstzeugnisse der Neuzeit. Quellen und Darstellungen zur Sozial - und Erfahrungsgeschichte), Akademie Verlag, Berlin, 1993,  (ISBN 3-05-001008-8)Inhaltsverzeichnis als PDF-Datei